# Breasta
Breasta è un comune della Romania di 4 003 abitanti, ubicato nel distretto di Dolj, nella regione storica dell'Oltenia.
Il comune è formato dall'unione di 7 villaggi: Breasta, Cotu, Crovna, Făget, Obedin, Roșieni, Valea Lungului.